# Cephalanthera caucasica
Espèce
Synonymes
- Cephalanthera acuminata Ledeb., 1852
- Cephalanthera damasonium subsp. caucasica (Kraenzl.) H.Sund., 1980
- Cephalanthera kotschyana Renz & Taubenheim, 1980

Cephalanthera caucasica est une espèce de plantes à fleurs de la famille des Orchidaceae et du genre Cephalanthera, originaire du Caucase.

## Taxonomie
L'espèce est décrite en premier par Karl Friedrich von Ledebour en 1852, qui la classe dans le genre Cephalanthera sous le nom binominal Cephalanthera acuminata. Fritz Kränzlin décrit en 1931 une nouvelle espèce, sous le basionyme Cephalanthera caucasica. Hans Sundermann la considère en 1980 comme une sous-espèce de Cephalanthera damasonium, mais le nom correct est Cephalanthera caucasica. En 2022, C. caucasica est synonymisée avec C. kotschyana décrite en 1980,.
Cette espèce est parente, avec Cephalanthera longifolia, de l'hybride Cephalanthera ×renzii décrite en 2003.

## Description

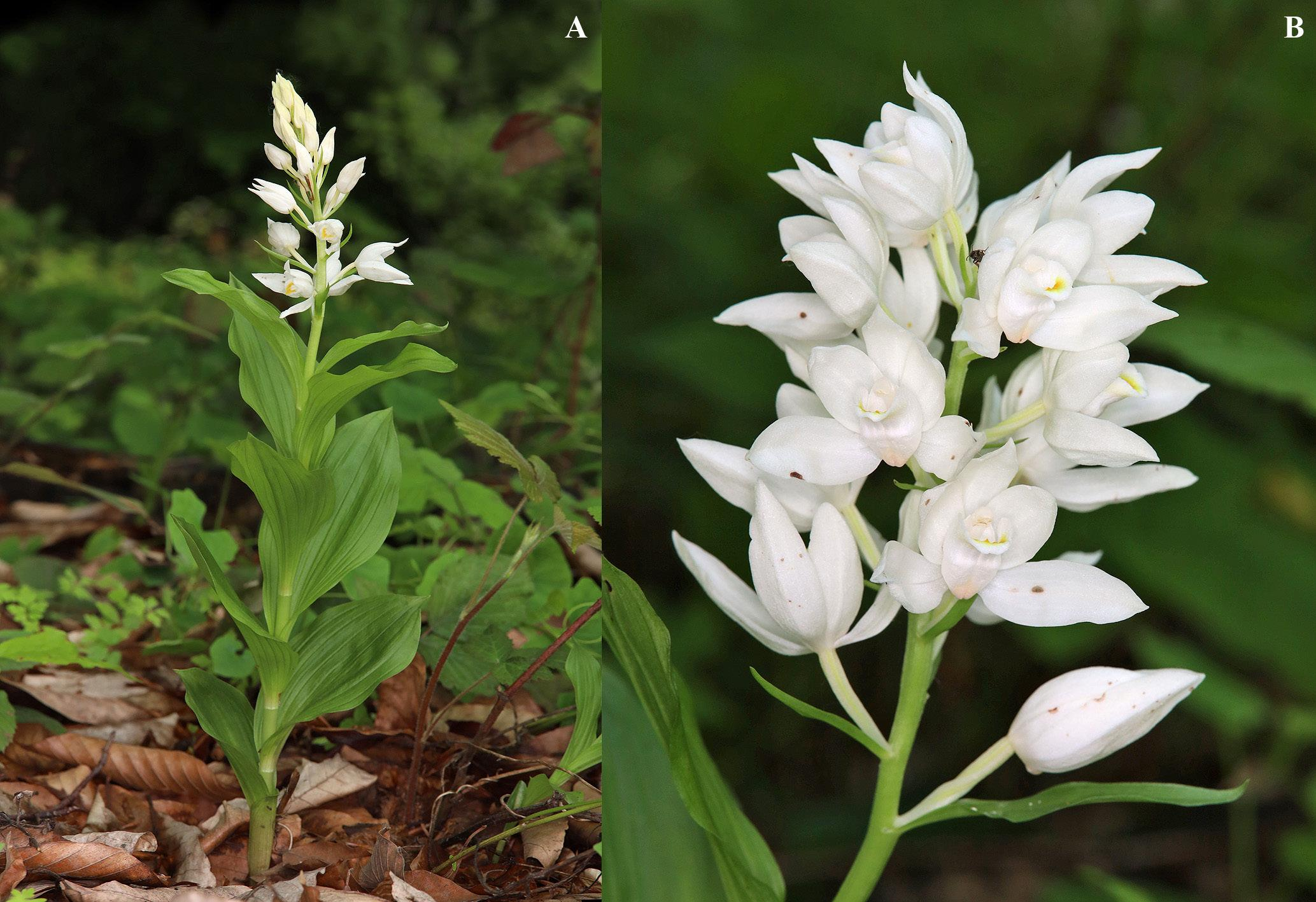
Cephalanthera caucasica (Daghestan, Russie).

Cephalanthera caucasica est une plante vivace rhizomateuse, généralement composée d'une seule pousse. La tige est dressée ou légèrement inclinée, verte, glabre, avec des feuilles disposées en spirale. Les feuilles sont vertes, étalées, dépassant largement les entre-nœuds ; les feuilles inférieures sont ovales, les feuilles moyennes sont ovales à elliptiques, les feuilles supérieures sont lancéolées. L'inflorescence est plus ou moins compacte. Les bractées sont linéaires, ne dépassant généralement pas les fleurs, diminuant en longueur plus haut. Les fleurs sont sessiles, dirigées plus ou moins latéralement. L'ovaire est blanchâtre, glabre. Le périanthe est plus ou moins ouvert, blanc pur avec une légère nuance rosée sur l'hypochile. Les sépales sont lancéolés ; les pétales sont largement lancéolés, plus courts que les sépales. Le labelle est divisé en hypochile et épichile. L'hypochile est concave, avec deux lobes latéraux droits et arrondis, sans éperon. L'épichile est cordée, avec plusieurs crêtes papillaires longitudinales jaune-orange,.

## Confusions possibles
Cephalanthera caucasica est sympatrique avec deux espèces relativement similaires, à savoir C. damasonium et C. longifolia. En effet, leurs caractères se chevauchent parfois légèrement, ce qui peut entraîner des erreurs d'identification. 
Le caractère le plus remarquable de C. caucasica est l'ovaire blanchâtre, qui est vert chez les deux autres Céphalanthères. Elle se distingue également par une tige densément feuillue avec 7 à 9 feuilles, de couleur vert foncé, plus larges que celles de C. longifolia et plus longues que celles de C. damasonium (elles peuvent atteindre 16 cm de long). L'inflorescence est dense et congestionnée, plus courte que celle de C. longifolia, avec de grandes fleurs blanches qui s'ouvrent plus largement que chez C. damasonium et qui sont plus grandes que celles de C. longifolia,.

## Écologie et répartition
C. caucasica est une plante de plein soleil à d'ombre qui apprécie les substrats alcalins à neutres, secs, humides ou mouillés. Elle vit dans les pelouses, les broussailles et les forêts de feuillus, principalement les hêtraies jusqu'à 1 900 m d'altitude,.
Elle fleurit au printemps, d'avril à juin. Sa floraison débute en même temps que celle de C. longifolia, mais beaucoup plus tôt que celle de C. damasonium. Ses fleurs plus ouvertes que celles de C. damasonium suggèrent une plus grande tendance à la pollinisation par les insectes. Il est supposé que la plante a une stratégie de pollinisation similaire au mécanisme de tromperie alimentaire de C. longifolia et qu'elle est pollinisée par des abeilles solitaires.
L'espèce a pour aire de répartition le Caucase. Plus précisément, elle est présente au Daghestan (Russie), en Géorgie, en Arménie, en Azerbaïdjan, dans le centre, l'est et le nord de la Turquie et en Iran,,.
Au Daghestan, en Russie, l'espèce est considérée comme très rare et en très menacée. En effet, ses populations sont très faibles et son habitat est constitué de forêts relictuelles menacées par le pâturage. Par ailleurs, il s'agit de la seule espèce de Céphalanthères à ne pas être incluse dans le Livre Rouge de la fédération de Russie.